# شعار بوركينا فاسو
شعار بوركينا فاسو، يتكون الشعار من درع في الوسط يحمل العلم الوطني، ويظهر فوق الدرع اسم الدولة "بوركينا فاسو"، اما في الأسفل فمكتوب ثلاث كلمات هي: الوحدة، والتقدم، والعدل (بالفرنسية: Unité, Progrès, Justice)، ويظهر على الجانبين حصانين مرتفعين عن الأرض لحماية الدرع، ووراء الدرع تظهر حربتين متشابكتين. أما تحت الدرع فيظهر كتاب للدلالة على العلم. تم اعتماد الشعار الحالي رسمياً عام 1997.